# Sœurs de Marie-Réparatrice
Les Sœurs de Marie-Réparatrice (en latin : Institutum a Maria Reparatrice) forment une congrégation religieuse féminine de droit pontifical dont le but est l'approfondissement de la foi chrétienne au moyen de retraites spirituelles et de l'Adoration du Saint-Sacrement. 

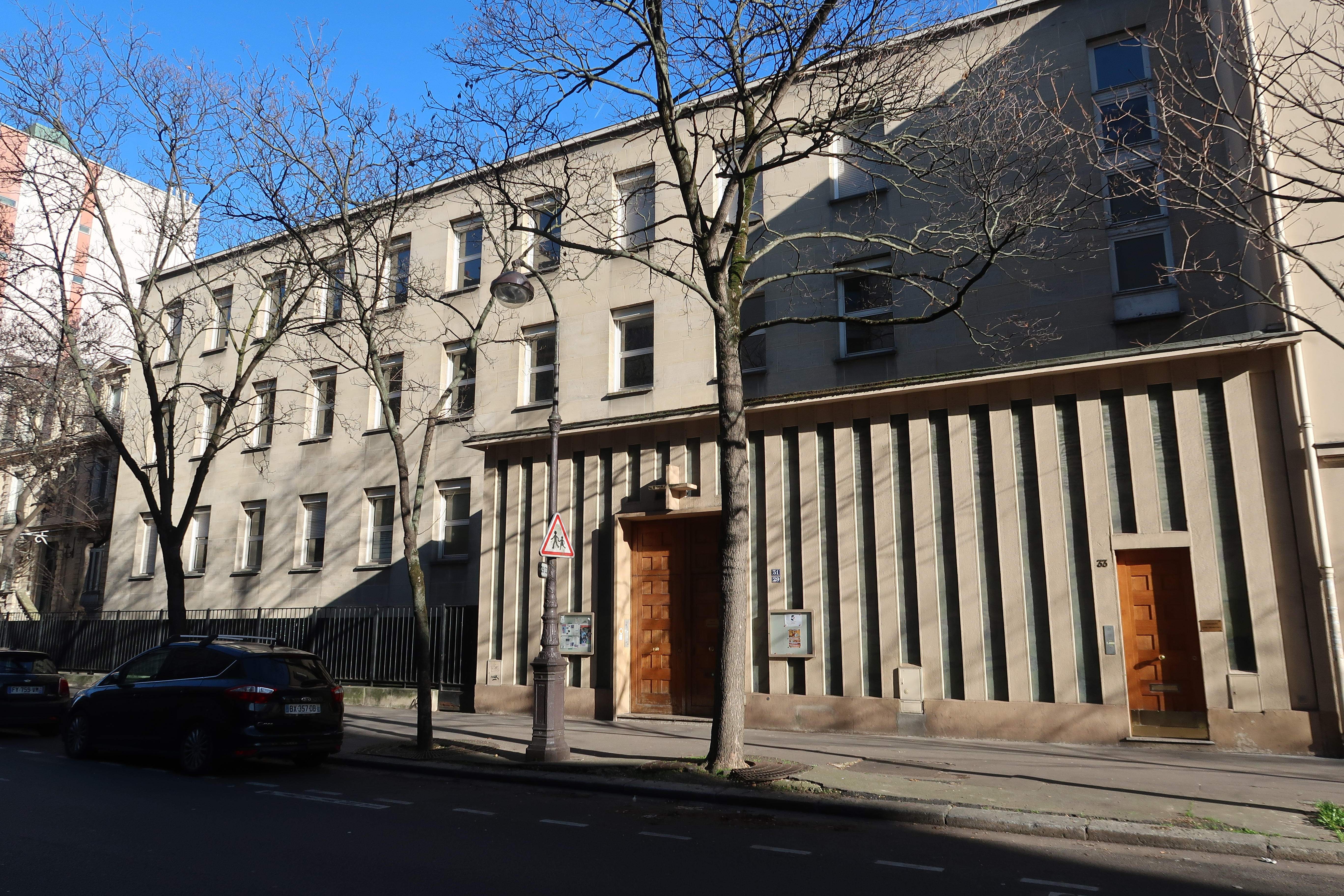
Chapelle et couvent Marie-Réparatrice, rue Michel-Ange (Paris 16e).

## Historique
Le 8 décembre 1854 à Chièvres, jour de la proclamation solennelle du dogme de l’Immaculée Conception, Émilie d'Oultremont fait une expérience spirituelle forte qui la décide à entrer en vie religieuse. L’éducation de ses quatre enfants et la difficulté de trouver une congrégation religieuse qui réponde à son aspiration d’adoration eucharistique en esprit de réparation retardent son projet.
En 1855, elle forme cependant un groupe de dames et jeunes filles qui, de manière informelle, vivent ensemble dans son appartement de Paris, tel une communauté religieuse. Elle prépare une règle de vie et demande l'approbation pontificale par l'intermédiaire du cardinal Costantino Patrizi Naro ; elle reçoit comme réponse que l’institut doit d’abord être approuvé par un évêque local.
L’évêque de Strasbourg, Mgr André Raess, accueille favorablement sa demande. Le 1er mai 1857, la première maison de la société de Marie-Réparatrice est fondée à Strasbourg. Émilie d'Oultremont prend l’habit religieux avec le nom religieux de Mère Marie de Jésus. L'habit est inspiré de celui des visitandines de Paris, s’en diversifiant par la couleur. Il est constitué d’un long vêtement blanc, avec plis et manches longues et profondes, scapulaire bleu ciel et ceinture bleue, guimpe et bande sur le front en toile blanche. Sur la tête, un voile bleu ciel sous un autre, plus clair et très long. Sur la poitrine, un cœur d’argent avec les paroles « Tota pulchra es Maria ». Dans les années 1980, l’habit s’est simplifié en un simple vêtement entier généralement de couleur blanche et bleue.
Quelques jeunes commencent leur noviciat dans le nouvel institut, dont sa fille Olympe. Un an plus tard, le 2 mai 1858, Marie d'Oultremont et dix compagnes font leurs vœux religieux. L'institut est de spiritualité ignacienne avec pour but l’Adoration eucharistique en union avec la Vierge Marie s’offrant en réparation pour les offenses faites au Christ.  
La Société de Marie-Réparatrice connaît une expansion immédiate et rapide. Paris (1857), Trichy (Inde du Sud) (1859), Toulouse (1860), Tournai et Londres (1863), Liège (1866). Suit bientôt une seconde fondation missionnaire, cette fois dans l’île Maurice, à Port-Louis (novembre 1866). En 1870 les religieuses sont à Wexford en Irlande.
Deux scissions ont lieu en 1877 : un conflit, sans doute lié aux besoins missionnaires de la région, provoque la séparation de la société de Marie-Réparatrice du groupe de l’Inde qui, sous la direction de Hélène de Chappotin, fonde un nouvel institut appelé Franciscaines Missionnaires de Marie le 6 janvier 1877 à Ootacamund. La même année, Raphaelle Porras y Ayllon fonde à Madrid les servantes du Sacré-Cœur.
L’institut reçoit le décret de louange le 27 juin 1863, il est approuvé le 1er octobre 1869 et le texte final des constitutions est approuvé le 18 avril 1883.

## Fusion
Quatre congrégations religieuses fusionnent avec elles:
- 1873 : Les Sœurs de Marie mère de Grâce de Liesse.

- 1884 : Les Sœurs de l'Adoration perpétuelle de Limerick.

- 1898 : Sœurs de la retraite du Sacré-Cœur fondées à Boulogne-sur-Mer en 1875 par Mère Marie des Anges d'une scission avec les sœurs de la Retraite de Vannes de Catherine de Francheville. La maison de Bruges fondée par Mère Saint Benoît Labre ne fusionne pas avec les Sœurs de Marie-Réparatrice mais reste autonome sous le nom de sœurs de la retraite du Sacré-Cœur de Bruges[2]. Elle se regroupe en 1966 avec deux autres instituts pour former la congrégation de la Retraite[3].

- 1969 : Religieuses du cœur agonisant de Jésus fondée à Mende en 1859 par Zoé Trapadoux (1803-1883) en religion Mère Marie Madeleine du Cœur agonisant de Jésus avec l'aide du Père Jean Lyonnard (1819-1887), fondateur de l'archiconfrérie du Cœur agonisant de Jésus et du Cœur compatissant de Marie[4]. L'association et les sœurs ayant toutes deux pour but de prier pour le salut des mourants. La congrégation est reconnue le 19 octobre 1859 par Mgr Foulquier, évêque de Mende[5]. En 1865, la congrégation se déplace à Lyon. Elle fusionne en 1969 aux Sœurs de Marie Réparatrice[6].

## Activité et diffusion
Les religieuses donnent une grande place à l’adoration du Saint-Sacrement, organisent les exercices spirituels, s’adonnent à la catéchèse et aux autres œuvres d’évangélisation.
Elles sont présentes en :
- Europe : Belgique, France, Irlande, Italie, Pays-Bas, Royaume-Uni, Espagne, Suède.
- Amérique : Canada, Colombie, Guatemala, Mexique, Panama, Pérou, USA.
- Afrique : République démocratique du Congo, Kenya, Madagascar, Ile Maurice, Ouganda.

La maison généralice se trouve à Rome.
En 2017, la congrégation comptait 551 sœurs dans 85 maisons.